# Google Böcker
Google Böcker (tidigare känd som Google Boksökning och Google Print och dess kodnamn Project Ocean) är en tjänst från Google Inc. som söker hela texten på böcker och tidskrifter som Google har skannat, konverteras till text med hjälp av optisk teckenigenkänning (OCR) och lagras i sin digitala databas. Böcker tillhandahålls antingen av utgivare och författare, genom Googles bokprogramspartnerprogram eller av Googles bibliotekspartner, genom biblioteksprojektet.  Dessutom har Google samarbetat med ett antal magasinutgivare för att digitalisera sina arkiv. 
Utgivarprogrammet var först känt som "Google Print" när det introducerades på Frankfurt bokmässa i oktober 2004. Google Books-biblioteksprojektet, som skannar samlingar hos bibliotekspartner och lägger till dem i den digitala inventeringen, tillkännagavs i december 2004.
Google Böcker-initiativet har blivit hyllat för att den kan erbjuda oöverträffad tillgång till det som kan bli den största onlinekroppen av mänsklig kunskap och främja demokratiseringen av kunskap. Men det har också kritiserats för potentiella upphovsrättsbrott, och brist på redigering för att korrigera de många fel som infördes i de skannade texterna med OCR-processen.
Från och med oktober 2015 var antalet skannade boktitlar över 25 miljoner, men skanningsprocessen har avtagit i amerikanska akademiska bibliotek. Google uppskattade 2010 att det fanns omkring 130 miljoner distinkta titlar i världen och uppgav att den hade för avsikt att skanna alla dem.

## Detaljer
Resultat från Google Böcker visas både i universell Google-sökning och på den dedikerade sökwebbsidan för Google Böcker (books.google.com).
Som svar på sökfrågor tillåter Google Böcker användare att se hela sidorna från böcker där sökvillkoren visas, om boken är upphovsrättslig eller om upphovsrättsinnehavaren har gett tillstånd. Om Google anser att boken fortfarande är under upphovsrätt, ser en användare "snippets" av texten kring de frågade söktermerna. Alla instanser av söktermerna i boktexten visas med en gul markering.
De fyra åtkomstnivåer som används i Google Böcker är:
- Fullständig vy: Böcker i det offentliga området är tillgängliga för "full visning" och kan laddas ner gratis. Inskrivna böcker som förvärvats via partnerprogrammet är också tillgängliga för fullständig uppfattning om utgivaren har gett tillstånd, även om detta är sällsynt.

- Förhandsgranskning: För inlagda böcker där tillstånd har beviljats är antalet visbara sidor begränsat till en "förhandsgranskning" som anges av en rad åtkomstbegränsningar och säkerhetsåtgärder, vissa baserat på användarspårning. Vanligtvis kan utgivaren ställa procentandel av boken tillgänglig för förhandsgranskning.[3] Användare är begränsade från att kopiera, hämta eller skriva ut bokförhandsgranskningar. En vattenstämpelavläsning "upphovsrättsligt material" visas längst ned på sidorna. Alla böcker som förvärvats via partnerprogrammet är tillgängliga för förhandsgranskning.

- Utdragsvisning: En "utdragsvisning" - två till tre rader av text som omger sökfrågan - visas i fall där Google inte har behörighet för upphovsrättsinnehavaren att visa en förhandsvisning. Detta kan bero på att Google inte kan identifiera ägaren eller ägaren avvisade tillståndet. Om ett sökord visas många gånger i en bok visar Google inte mer än tre utdrag, vilket förhindrar att användaren tittar för mycket av boken. Dessutom visar Google inte några utdrag för vissa referensböcker, till exempel ordböcker, där visning av jämn utdrag kan skada marknaden för arbetet. Google hävdar att det inte krävs något tillstånd enligt upphovsrättslagstiftningen för att visa utgåvan.

- Ingen förhandsvisning: Google visar också sökresultat för böcker som inte har digitaliserats. Eftersom dessa böcker inte har skannats kan inte deras text sökas och endast metadatainformationen, såsom titel, författare, utgivare, antal sidor, ISBN, ämnes- och upphovsrättsinformation och i vissa fall en innehållsförteckning och boköversikt är tillgänglig. I själva verket liknar detta en online-katalogkatalog.

Som svar på kritik från grupper som American Association of Publishers och Authors Guild, meddelade Google en policy för opt-out i augusti 2005, genom vilken upphovsrättsinnehavare skulle kunna ge en lista med titlar som den inte ville skanna och Google skulle respektera förfrågan. Google uppgav också att det inte skulle skanna några upphovsrättsböcker mellan augusti och 1 november 2005 för att ge ägarna möjlighet att bestämma vilka böcker som ska uteslutas från projektet. Således tillhandahåller Google upphovsrättsinnehavare med tre val i förhållande till vilket arbete som helst: 
1. Det kan delta i partnerprogrammet för att göra en bok tillgänglig för förhandsgranskning eller full visning, i vilket fall det skulle dela in intäkter som härrör från visning av sidor från arbetet som svar på användarfrågor.
2. Det kan låta Google skanna boken under biblioteksprojektet och visa utdrag som svar på användarfrågor.
3. Det kan välja bort biblioteksprojektet, i vilket fall Google inte kommer att skanna boken. Om boken redan har skannats, återställer Google sin åtkomstnivå som "Ingen förhandsgranskning".

Varje bok i Google Böcker har en associerad sida "Om den här boken" som visar analytisk information om boken, till exempel en ordkarta över de mest använda orden och fraserna, ett urval av sidor, en lista över relaterade böcker, en lista över vetenskapliga artiklar och andra böcker som citerar boken och innehållsförteckningar.  Denna information samlas in genom automatiserade metoder och ibland används data från tredje part. Denna information ger en inblick i boken, särskilt användbar när endast en utdragsvy är tillgänglig. Listan med relaterade böcker kan ofta innehålla irrelevanta poster. I vissa fall visas också en boksammanfattning och information om författaren. Sidan visar också bibliografisk information, som kan exporteras som citat i BibTeX, EndNote och RefMan format. Registrerade användare inloggade med sina Google-konton kan skriva recensioner för böcker på den här sidan. Google Böcker visar också recensioner från Goodreads tillsammans med dessa recensioner. 
De flesta skannade verk är inte längre i tryck eller kommersiellt tillgängliga. För de som är, tillhandahåller webbplatsen länkar till utgivarens och bokhandlarens hemsida.